# Haninge kulturhus

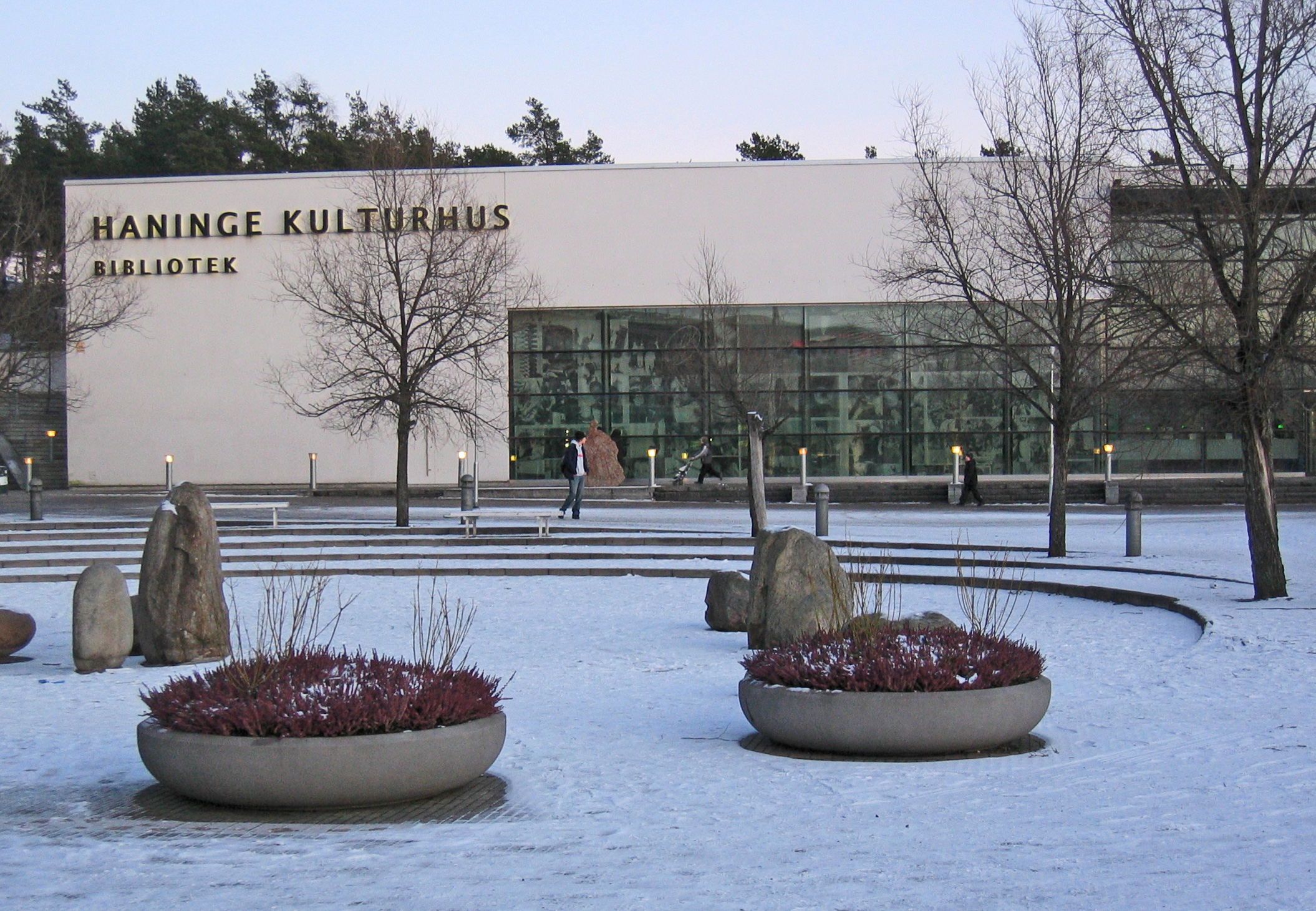
Haninge kulturhus, fasad mot Poseidons torg

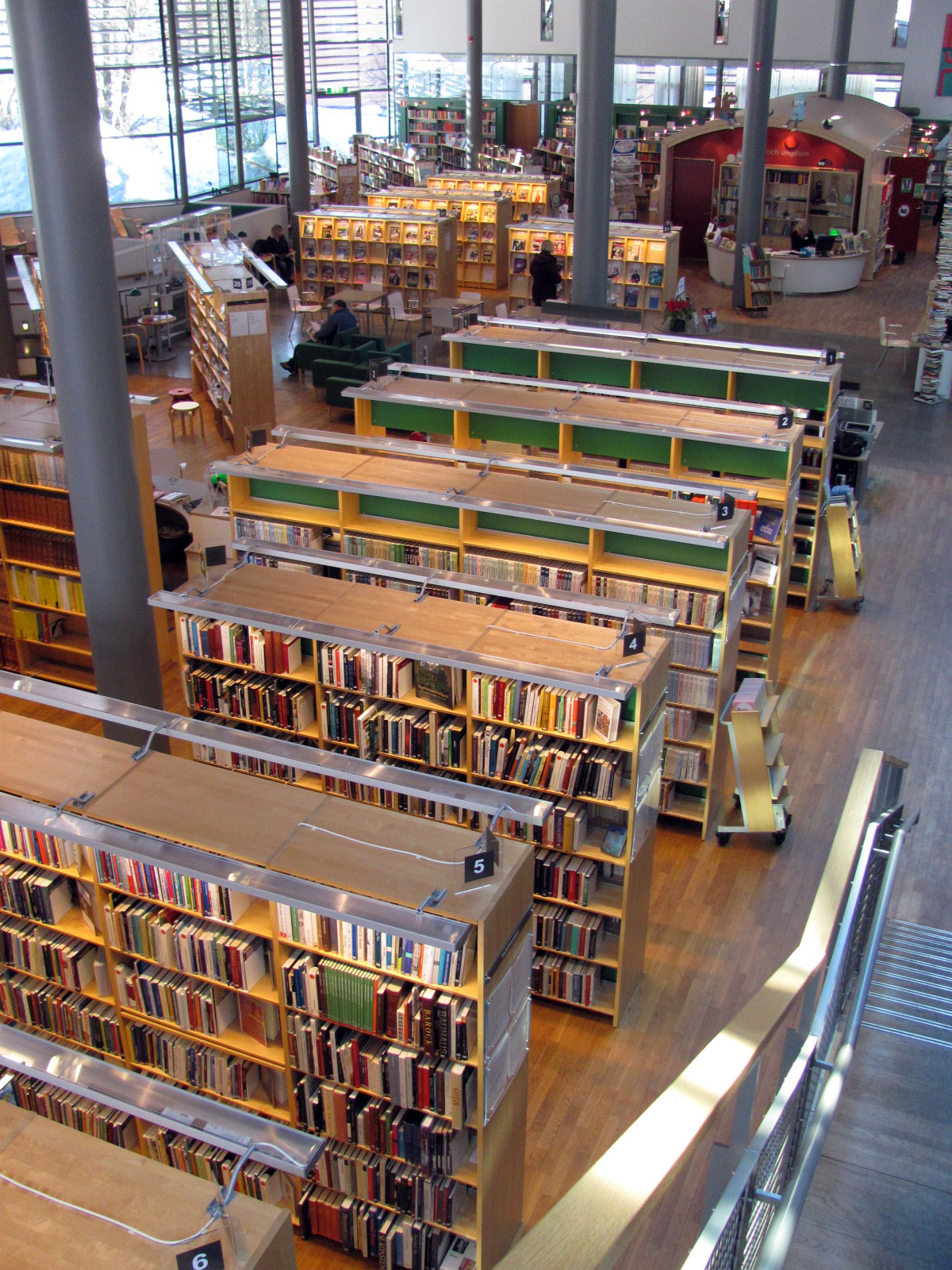
Biblioteket i Haninge kulturhus

Haninge kulturhus vid Poseidons torg i Handen invigdes den 12 december 2002. 
Mot torget vänder sig de flesta av kulturhusets delar: den kombinerade foajén och kaféet, kulturrummet, teatern och konsthallen. Konsthallen har runt tretusen besökare per utställning och visar mest samtidskonst. I anslutning till konsthallen finns det även en bildverkstad för barn. 
Husets andra sida gränsar mot ett skogsparti och på denna sida av huset har bokhallen/biblioteket placerats. Biblioteket innehöll vid invigningen 91 000 volymer och bland litteraturen bör nämnas utbudet av böcker och artiklar om Haninges historia. Liksom en samling böcker av och om författaren Fredrika Bremer. Biblioteket erbjuder även verktyg för släktforskning och studierum. I kulturhuset finns även konferensrum som nyttjas för bland annat teater och dans, tidigare även för kommunfullmäktiges möten. 

## Bakgrund
I början av 90-talet genomgick Haninge kommun en ekonomisk kris. Vid krisens slut togs det i november 2000 beslut i kommunfullmäktige att satsa på ett nytt kulturhus som en symbol för kommunens vändning från kris till framgång.

## Byggnaden
Huset har en egen arkitektur som ger det en mycket speciell ställning vid Poseidons torg. Torgsidan har en modernistisk design i glas och murytor medan fasaden mot parken på baksidan till största delen är i glas. Huset är ritat av arkitekterna Martin Rangfast och Sonny Mattsson (Thelaus arkitekter/Michelsen arkitekter, Tengbomgruppen). Genomgående material är stål, putsade murytor, kalksten, ek och glas. Utsikten från biblioteket mot parken på kulturhusets baksida och materialvalen bidrar till en känsla av närhet till naturen. Pelarna i bibliotekshallen har trädliknande konstruktion som ansluter mot ett innertak av träribbor. Grönt och trä är ett genomgående färgtema som suddar ut gränserna mellan inne och ute.